# Axiomatische verzamelingenleer
Als een axiomatische verzamelingenleer geldt elke axiomatisering van de verzamelingenleer die de bekende antinomieën van de naïeve verzamelingenleer vermijdt. De meest verbreide axiomatisering in de moderne wiskunde is de Zermelo-Fraenkel-verzamelingenleer, al of niet met het keuzeaxioma, respectievelijk aangeduid door "ZFC" en "ZF" (De "C" staat hier voor "choice", het Engelse woord voor keuze).

## Geschiedenis en uitingsvormen
De eerste axiomatiseringen van de verzamelingenleer werden al voor de ontdekking van antinomieën in de verzamelingenleer opgesteld, namelijk in 1889 door Giuseppe Peano en in 1893 door Gottlob Frege. Beiden bouwden aan een rekenkunde die was gefundeerd op "rekenen" met verzamelingen of klassen. Aangezien beide systemen inconsistent bleken te zijn, dit vanwege axioma's die onbegrensde vorming van verzamelingen voorschreven, worden deze twee systemen tot de naïeve verzamelingenleer gerekend. Onder de axiomatische verzamelingenleer verstaat men namelijk alleen axiomatiseringen die tegenspraken weten te voorkomen.
Om tegenspraken te voorkomen stelde Bertrand Russell een gelaagde opbouw van de verzamelingenleer voor. Tussen 1903-1908 ontwikkelde hij zijn typentheorie, die in 1910 ook als basis van de Principia Mathematica diende. In dit werk is een verzameling steeds van een hoger type dan haar elementen. Uitspraken als "deze verzameling bevat zichzelf als element", waarop de Russellparadox was gebaseerd, laten zich in deze typentheorie niet eens formuleren. De typentheorie probeert door middel van een beperkte syntaxis van toelaatbare uitspraken over klassen de gerezen problemen op te lossen. Bij Russell zelf heeft de typentheorie nog geen axiomatische vorm aangenomen, maar later werd de typentheorie tot een relatief gecompliceerde axiomatische theorie uitgebouwd. Dat deze axiomatische theorie vrij van tegenspraken was, werd door Paul Lorenzen aangetoond. De vrijheid van tegenspraken van de op de typentheorie gebaseerde Principia Mathematica is, op grond van de onvolledigheidsstellingen van Gödel, echter niet bewijsbaar. De typentheorie in de Principia Mathematica was in de logica lange tijd maatgevend, maar kon zich in de praktijk van de wiskunde niet doorzetten, enerzijds vanwege de complexiteit, en anderzijds omdat zij niet toereikend was. De typentheorie is namelijk onvoldoende om Cantors verzamelingenleer en de wiskunde met taalkundige middelen te onderbouwen.
In de wiskundige praktijk van de twintigste eeuw trok de door Ernst Zermelo geïnitieerde vorm van de axiomatische verzamelingenleer uiteindelijk aan het langste eind. De Zermelo-verzamelingenleer van 1907 is zowel het fundament voor de Zermelo-Fraenkel-verzamelingenleer (ZFC) als ook voor alternatieve axiomasystemen. ZFC ontstond door het "vervangingsaxioma" van Abraham Fraenkel uit 1921 en Zermelos "grondvestigingsaxioma" van 1930 te combineren. De oorspronkelijke, in verbale vorm gegoten verzamelingsaxioma's van Zermelo-Fraenkel werden onder invloed van het programma van Hilbert, dat een fundamentele, tegenspraakvrij axiomasysteem voor de wiskunde voorstond, later strikt geformaliseerd. De eerste formalisering (ZFC zonder het "grondvestigingsaxioma") door Thoralf Skolem stamt uit het jaar 1929 en gaf de impuls voor de moderne predicatenlogische ZFC-axiomasystemen. In ZFC konden tot nu toe geen tegenspraken meer worden afgeleid. Aantoonbaar tegenspraakvrij is echter slechts de algemene verzamelingenleer, dat wil zeggen naar Fraenkel de ZFC-verzamelingenleer met uitsluiting van het oneindigheidsaxioma, dus de verzamelingenleer met eindige verzamelingen, in 1930 een voorbeeld voor Zermelo. Het programma van Hilbert leende zich echter niet om uitgevoerd te worden voor de volledige Zermelo-Fraenkel verzamelingenleer, aangezien de onvolledigheidsstellingen van Gödel ook op Zermelo-Fraenkel-verzamelingenleer van toepassing zijn, zodat tegenspraakvrijheid binnen het kader van de Zermelo-Fraenkel-verzamelingenleer onbewijsbaar blijft.
De tegenspraakvrijheid relatief ten opzichte van de Zermelo-Fraenkel-verzamelingenleer is ook voor vele uitbreidingen, veralgemeningen en aanpassingen daarvan veilig gesteld. Daar hoort ook de verzamelingenleer van John von Neumann uit 1925 bij. Deze is op het functiebegrip in plaats van het verzamelingenbegrip gebaseerd en werkt niet alleen met verzamelingen, maar ook met echte klassen. Deze verzamelingenleer was het uitgangspunt voor de Von Neumann-Bernays-Gödel-verzamelingenleer, die ZFC veralgemeent voor klassen en die met een eindig aantal axioma's uitkomt, dit terwijl ZFC axiomaschemata benodigd. Nog algemener is de Ackermann-verzamelingenleer uit 1955, waarin Wilhelm Ackermann probeert om de verzamelingdefinities van Georg Cantor in een axiomatische vorm te gieten. In 1974 bedde Arnold Oberschelp ZFC in een algemene axiomatische klasselogica in met als resultaat een verzamelingenleer die een comfortabele, syntactisch correcte weergave van om het even welke klassenterminologie toestaat.
Tot de bekendere axiomatiseringen die zich niet op Cantor of Zermelo-Fraenkel oriënteren, maar op de typentheorie, behoort de verzamelingenleer van Willard Van Orman Quine, met name diens New Foundations (NF) (Nieuwe grondslagen) uit het jaar 1937.

## Voetnoten
1. ↑  (de)  Thoralf Skolem, Über einige Grundlagenfragen der Mathematik (1929) (Over enkele fundamentele vragen in de wiskunde (1929), Selected works in logic (geselecteerde werken in de logica)), Oslo, 1970, pagina's 227-273
2. ↑  (de)  Abraham Fraenkel, Axiomatische Theorie der geordneten Mengen (Axiomatische theorie van geordende verzamelingen), Journal of Pure and Applied Mathematics, band 155, 1926, pag 129-158, met name blz. 132f
3. ↑  (de)  Ernst Zermelo, Grenzzahlen und Mengenbereiche (Grensgetallen en verzamelingbereiken), Fundamenta Mathematicae, Band 16, 1930, pagina's 29-47, met name blz. 44
4. ↑  (de)  John von Neumann, Eine Axiomatisierung der Mengenlehre (Een axiomatisering van de verzamelingenleer), Journal für die reine und angewandte Mathematik, band 154, 1925, pagina's 219-240